# Storia di Catania
Catania, città siciliana capoluogo dell'omonima provincia, ha una storia lunga ventotto secoli, nel corso dei quali ha vissuto sotto le dominazioni greca, romana, ostrogota, bizantina, araba, normanna, germanica, francese, aragonese e spagnola fino all'annessione al regno d'Italia nel 1860.

## Preistoria
Il territorio urbano di Catania antica si articola su due altipiani: la collina di Monte Vergine (49 m s.l.m.), nata da un'eruzione preistorica, il terrazzo di Acquicella, separata da una valle poi colmata dalle lave dell'Eruzione dell'Etna del 1669, nella quale scorreva un corso d'acqua, il fiume Amenano, (che sfociava nei pressi dell'attuale Piazza del Duomo e ora sfocia nel porto) e sulla maggiore pianura di Sicilia: la Piana di Catania, su cui si sviluppò un vasto abitato preistorico.
Nel Monastero di San Nicolò l'Arena sono stati rinvenuti reperti che coprono il periodo compreso tra il Neolitico e la fine dell'Età del rame. Dagli inizi dell'Età del rame si data una tomba a fossa polisoma rinvenuta sempre all'interno del monastero. In via Teatro Greco sono state individuate due fasi preistoriche: la prima, datata al radiocarbonio alla seconda metà del VI millennio a.C., è relativa alla probabile frequentazione di uno o più ripari sotto roccia dagli inizi del Neolitico medio fino a quello tardo, la seconda fase, datata al radiocarbonio alla fine del V millennio a.C., appartiene ad un abitato con capanne eneolitico. Sebbene si conoscano rinvenimenti sporadici dell'Età del Bronzo e dell'Età del ferro, l'area era probabilmente disabitata quando, nel 729 a.C. i greci provenienti da Calcide in Eubea, guidati dall'ecista Evarco vi fondarono la città di Katane.

## Storia antica

### La fondazione

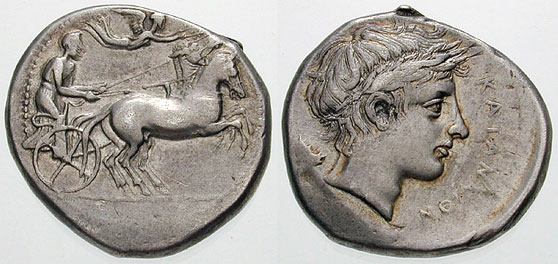
Moneta di Katane, del V secolo a.C.

La città di Katane (in greco Kατάvη) fu fondata, secondo il racconto di Tucidide nel suo resoconto della Guerra del Peloponneso, dai greci calcidesi guidati da Tucle e salpati da Naxos, nel quinto anno dopo la fondazione di Siracusa. Avendo scacciato con le armi i siculi, fondarono le città di Leontini e Katane, i nuovi abitanti di quest'ultima elessero come loro ecista Evarco. Dalle fonti storiografiche, quindi, Catania fu fondata tra il 729 a.C. e il 728 a.C. da coloni greci calcidesi.
L'abitato arcaico doveva occupare una collina ben difendibile, immediatamente a ovest del centro della città attuale, in coincidenza della collina di Monte Vergine (dove sono siti Piazza Dante Alighieri e l'ex Monastero dei Benedettini, luogo in cui vi furono scavi nel 1978), in quanto questa ha funto da Acropoli. Si sa pochissimo sul primo periodo della sua storia. Ad esempio dell'origine catanese del celebre legislatore Caronda, che veniva da Reggio Calabria, da dove era stato esiliato. Vi avrebbero soggiornato numerosi e celebri uomini di cultura, come il filosofo Senofane da Colofone (tra i fondatori della scuola eleatica) e i poeti Ibico e Stesicoro, che vi morì (la sua tomba era indicata presso la principale porta a nord della città, che da lui prese il nome di Porta Stesicorea). Inoltre i greci costruirono un Teatro poi divenuto romano

### La dominazione siracusana

Stemma del comune di Catania

All'inizio del V secolo a.C. Catania venne conquistata da Ippocrate di Gela. Nel 476 a.C. Gerone I, tiranno di Siracusa, ne deportò gli abitanti a Leontinoi, l'attuale Lentini, e li sostituì con 10 000 nuovi abitanti, in parte siracusani, in parte peloponnesiaci, e data ad amministrare a suo figlio Dinomene. Anche il nome della città venne modificato in Aitna (Etna): con tale nome è celebrata nella Pitica I di Pindaro, scritta in onore di Gerone, e nella tragedia perduta di Eschilo, rappresentata per l'occasione (Le Etnee). Ma solo pochi anni più tardi, dopo la morte di Ierone, Ducezio insieme ai siracusani costrinse i nuovi abitanti a trasferirsi a Inessa (che assunse allora a sua volta il nome di Aitna), centro forse corrispondente alla Civita di Paternò. Dal 461 a.C. Catania recuperò così il suo nome e i suoi antichi abitanti.
Durante la guerra tra Sparta e Atene (v. spedizione ateniese in Sicilia), Catania, inizialmente neutrale, prese poi posizione a favore di Atene, dopo un celebre discorso che Alcibiade avrebbe pronunciato davanti all'assemblea riunita nel teatro della città. Sottoposta per questo a un'offensiva di Siracusa, dopo la sconfitta degli Ateniesi fu salvata dall'invasione cartaginese della Sicilia del 409 a.C. Ma poco dopo il 403 a.C. Dionisio I di Siracusa riuscì a conquistarla, e ne vendette in parte come schiavi gli abitanti. I superstiti si rifugiarono in un primo tempo a Milazzo, ma da qui poi furono espulsi, e si dispersero in varie località della Sicilia. Dionigi ripopolò la città con i suoi mercenari campani. Nel 345 a.C. fu tiranno di Catania il sabellico Mamerco, che in un primo tempo si alleò con Timoleonte, ma successivamente passò ai Cartaginesi. Sconfitto da Timoleonte nel 338 a.C., egli si rifugiò a Messina; caduto nelle mani dei siracusani, sarebbe stato crocifisso, dopo aver subito un processo nel teatro di Siracusa.

### Il periodo romano
Nel 263 a.C., all'inizio della prima guerra punica, Catania (lat. Catĭna o Catăna) venne conquistata dai Romani, sotto il comando del console Manio Valerio Massimo Messalla. Del bottino faceva parte un orologio solare che fu collocato nel Comitium a Roma. Da allora la città fece parte di quelle soggette al pagamento di un'imposta a Roma (civitas decumana). È noto che il conquistatore di Siracusa, Marco Claudio Marcello, vi costruì un ginnasio.
Intorno al 135 a.C., nel corso della prima guerra servile, fu conquistata dagli schiavi ribelli. Un'altra rivolta capeggiata dal gladiatore Seleuro nel 35 a.C., fu domata probabilmente dopo la morte del condottiero.
Nel 122 a.C., a seguito dell'attività vulcanica dell'Etna, fu fortemente danneggiata dalle ceneri vulcaniche stesse piovute sui tetti della città che crollarono sotto il peso. Il territorio di Catina, dopo essere stato nuovamente interessato dalle attività eruttive del 50, del 44, del 36 e infine dalla disastrosa colata lavica del 32 a.C., che rovinò campagne e città etnee, nonché dai fatti della disastrosa guerra che aveva visto la Sicilia terreno di scontro fra Ottaviano e Sesto Pompeo, si avviò sulla lunga e faticosa strada della ripresa socio-economica già in epoca augustea. Tutta la Sicilia alla fine della guerra viene descritta come gravemente danneggiata, impoverita e spopolata in diverse zone. Nel libro VI della Geografia di Strabone in particolare si accenna alle rovine subite dalle città di Syrakusæ, Katane e Kentoripai.
Dopo la guerra contro Sesto Pompeo, Augusto vi dedusse una colonia, forse per suggerimento del suo principale collaboratore Marco Vipsanio Agrippa, grande proprietario terriero nella zona. Plinio il Vecchio annovera la città che i romani chiamano Catina fra quelle che Augusto dal 21 a.C. elevò al rango di colonie romane assieme a Syracusæ e Thermæ (Sciacca). Solo nelle città che avevano ricevuto il nuovo status di colonia furono insediati gruppi di veterani dell'esercito romano. La nuova situazione demografica certamente contribuì a cambiare quello che era stato, fino ad allora, lo stile di vita municipale a favore della nuova "classe media" e comportò un notevole ampliamento del territorio della città grazie all'acquisizione della fertile piana a sud del Simeto, precedentemente controllata da Leontini. Tutto ciò, sommato ai vari privilegi connessi con lo status coloniale, favorì la crescita economica della città durante l'epoca imperiale.
Dopo l'istituzione della colonia, era necessario dare un'impronta romana alla città, venne così creata l'area forense intorno all'attuale cortile di San Pantaleone; allo stesso periodo inoltre sembra risalire una decisa azione di riordinamento del tessuto viario della città. Sulla base di recenti scavi condotti in via Crociferi e di una carta manoscritta del XVI secolo, la rete stradale della colonia risulta in qualche modo rintracciabile in quella odierna della zona che ruota intorno alla via Vittorio Emanuele nel tratto compreso tra la piazza Duomo e la via Plebiscito; nei secoli dell'impero comunque il tracciato augusteo fornì le direttrici per l'espansione dell'area urbana, in particolare verso sud, dove fu anche edificato il circo per le corse dei carri. Il limite nord della città imperiale fu invece rappresentato dall'anfiteatro: costruito nel II secolo d.C., l'edificio nella sua grandiosità può ritenersi il coronamento del processo di accumulazione di ricchezze iniziatosi a Catania con l'elevazione al rango di colonia. Esso, inoltre, considerato insieme agli altri luoghi di spettacolo della città come il teatro e l'odeon ed ai numerosi complessi termali o all'efficientissimo sistema di approvvigionamento idrico, è significativo dell'alto livello della qualità della vita che dovette caratterizzare Catania durante l'età imperiale.
Nonostante i continui disastri, naturali o meno, che costituiscono una delle costanti della sua storia, Catania conservò una notevole importanza e ricchezza nel corso della tarda repubblica e dell'impero: Cicerone la definisce «ricchissima», nel IV secolo d.C. il poeta gallico Ausonio associandola a Siracusa la collocò tra i primi centri dell'impero romano, e tale dovette restare anche nel corso del tardo impero e nel periodo bizantino, come si deduce dalle fonti letterarie e dai numerosi monumenti contemporanei, che ne fanno un caso quasi unico in Sicilia.
Le grandi città costiere come Catania, nel corso del medio-impero, estesero il loro controllo, anche a fini esattoriali dello stipendium, su un vasto territorio nell'entroterra dell'isola che si andava spopolando a causa della conduzione latifondistica della produzione agricola.
Non è possibile al momento definire esattamente i tempi ed i modi dell'introduzione e dell'affermazione del Cristianesimo a Catania, anche se si può dedurre che non pochi fossero i fedeli della nuova religione alla metà del III secolo d.C., quando, durante la persecuzione dell'imperatore Decio, la tradizione data il martirio di Sant'Agata, la patrona della città. Notizie più sicure sulla Catania cristiana si hanno invece a partire dal IV secolo d.C. grazie ad un consistente nucleo di iscrizioni ed agli scavi condotti in aree sacre e cemeteriali. Altro martire della città fu Sant'Euplio, ucciso durante Diocleziano. La diocesi di Catania è accertata fin dal VI secolo.

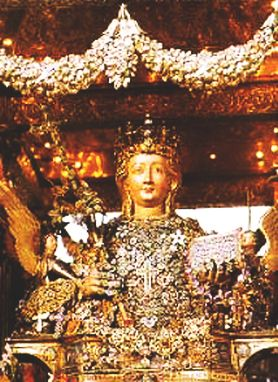
La vara (il fercolo) di Sant'Agata

## Il Medioevo

### Catania nel thema bizantino di Sikelia
Le invasioni barbariche della seconda metà del V secolo sconvolsero tutta la Sicilia e quindi anche Catania. Particolarmente critico sembra essere stato il passaggio dei Vandali di Genserico negli anni 440 e 441 provenienti da Cartagine: causò danni talmente gravi da indurre le autorità alla remissione del pagamento dei tributi. Nel 476, Genserico cede ad Odoacre, re degli Eruli, la Sicilia in cambio di un tributo. Teodorico, divenuto re degli Ostrogoti nel 474, dopo aver sconfitto più volte Odoacre in Italia lo uccise nel 493 restando così l'incontrastato padrone d'Italia.
Il generale bizantino Belisario, inviato da Giustiniano a riconquistare l'Italia, occupò con facilità la Sicilia nel 535. Nuovi scontri fra Belisario e gli Ostrogoti di Totila si verificano fra il 542 e il 548, anno in cui il generale bizantino venne richiamato a Costantinopoli. Catania fu di nuovo occupata da Totila nel 550, ma dopo la sconfitta degli Ostrogoti in Umbria e la morte di Totila nel 552, tutta la Sicilia tornò sotto il controllo bizantino nel 555. Fu proprio da Catania che ebbe inizio la riconquista bizantina dell'isola, e in essa ebbe sede probabilmente il governatore civile bizantino (praetor o praefectus). Rimase bizantina sino alla conquista musulmana che avvenne nel IX secolo.

### Emirato della Sicilia a Catania
La città di Catania, conquistata tra gli anni 867 e 900 a seguito di numerosi saccheggi e devastazioni delle sue campagne, fece parte dell'Emirato di Sicilia del Califfato Islamico medioevale e nel 1050 era retto da Ibn Maklati, cognato dell'emiro Al Hawwas di Castrogiovanni. Del periodo islamico tuttavia non rimangono molte notizie e l'unica descrizione abbastanza approfondita è di Idrisi, il quale tuttavia descrive una città già ormai pienamente normanna, essendo la sua opera del 1153:
(Estratti di Idrisi, "Il Libro di Ruggero")

### Catania nel Regno di Sicilia
Un ramo dei Normanni guidati da Ruggero I d'Altavilla, ultimogenito di Tancredi d'Altavilla, assieme ai suoi fanti e cavalieri cattolici professionisti della guerra, provenienti dal ducato di Normandia, molto diversi quindi dai loro antenati pagani vichinghi (fase storica tra i secoli VIII e XI), misero piede in Sicilia nel 1060. Dopo aver conquistato Cerami, Troina, Palermo ed altre città, nel 1072 si impadronirono di Catania che ebbe un periodo di rinnovato splendore sotto la guida del vescovo benedettino Ansgerio (Ansgar) voluto dallo stesso Gran Conte Ruggero.
Gli Svevi, con la dinastia degli Hohenstaufen, sedettero sul trono di Sicilia grazie al matrimonio fra Costanza d'Altavilla, figlia di Ruggero II d'Altavilla con Enrico VI di Svevia, figlio di Federico Barbarossa. Dopo aver spodestato e incarcerato il giovane Guglielmo III, ultimo re del regno di Sicilia e prigioniero in Germania, Enrico VI invase e conquistò l'Italia meridionale e la Sicilia. Nel 1194 e nel 1197 Catania, che aveva sostenuto Tancredi di Sicilia prima e poi osato ribellarsi agli Svevi, fu saccheggiata dalle truppe germaniche.
Alcune leggende raccontano di un rapporto poco felice con il grande Federico II e più in generale con gli Hohenstaufen, si narra, infatti, anche di una rivolta a Catania nel 1232 contro Federico II, di cui però non si ha traccia. Catania, divenuta demaniale con la maggiore età di Federico, non fu più signoria del vescovo-conte ed ebbe in pratica la sede vescovile vacante fin dal 1221 e tale rimase sostanzialmente fino al 1254, a causa del perenne contrasto fra l'autorità imperiale sveva e quella ecclesiastica del papato.
Lo storico Kantorowicz scrive che, "Durante gli ultimi decenni di regno, Federico si recò una sola volta in Sicilia, a reprimervi la rivolta di Messina (1223)". Nel 1239 Federico dà il via anche a Catania alla costruzione di una fortezza a difesa del porto che poi prese il nome di Castello Ursino; opera di fortificazione documentata dalle cosiddette lettere lodigiane di Federico II, che venne realizzata sotto la direzione del praepositus aedificiorum Riccardo da Lentini. Il castello, che fu iniziato quando già quelli di Augusta e Siracusa erano quasi ultimati, faceva parte di un più generale progetto di fortificazione dei punti strategici dell'intera costa ionica.

Il Castello Ursino all'inizio del XX secolo

I noti rapporti burrascosi fra il papato e Federico II fecero nascere diverse leggende tra le quali quella che vuole che il Castello Ursino sia stato voluto da Federico per tenere a bada la popolazione.

### La Dinastia degli angioini e il Vespro
Alla fine della dinastia degli Hohenstaufen, nel 1266 la Sicilia venne assegnata dal Papa, che considerava l'isola patrimonio della Chiesa, a Carlo I d'Angiò; ma il dominio angioino ebbe breve durata. I catanesi, che avevano subito ingiustizie, sfruttamenti ed erano stati danneggiati economicamente dalla chiusura dei porti della città, contribuirono validamente al rovesciamento della “mala signoria”. I più importanti nomi che animarono la rivolta a Catania furono quelli di Palmiero, abate di Palermo, Gualtiero da Caltagirone, Alaimo da Lentini e Giovanni da Procida. Quest'ultimo nel 1280, travestito da monaco, si recò dal papa Niccolò III, dall'imperatore di Bisanzio Michele Paleologo e dal re Pietro III d'Aragona, per chiedere: al papa di non appoggiare Carlo d'Angiò in caso di rivolta; all'imperatore Michele l'appoggio esterno contro il nemico comune; e al re d'Aragona di far valere il suo diritto al trono di Sicilia in quanto marito di Costanza II figlia di Manfredi di Sicilia, l'ultimo degli Hohenstaufen in quanto figlio naturale di Federico II di Svevia.

### Il nuovo Regno di Sicilia, il periodo di Catania capitale
Nel 1282 i moti conosciuti come Vespri siciliani posero fine al dominio dell'isola da parte della dinastia francese. Appena scoppiò la rivolta in Sicilia, la flotta aragonese era già a Palermo e l'occupazione della città da parte di Pietro dava così inizio alla Dinastia degli Aragona nel Regno di Sicilia (1282-1410). Catania acquistò così una posizione di privilegio in quanto nel corso del XIV secolo venne scelta spesso come sede del parlamento e dimora della famiglia reale.
A Pietro III successe, in Aragona, il suo primogenito Alfonso III d'Aragona e in Sicilia il suo secondogenito Giacomo I, che nel 1287 dovette respingere, con l'aiuto dell'ammiraglio Ruggero di Lauria, le rinnovate pretese degli angioini che avanzavano verso Catania da terra e dal mare. Alla morte del fratello Alfonso III, Giacomo prese il suo posto e lasciò in Sicilia suo fratello Federico III come vicario. Ma la politica di riavvicinamento, di accordi e di legami matrimoniali con la casa d'Angiò, caldeggiata anche da papa Niccolò IV, non piacque ai siciliani che il 15 gennaio 1296 si riunirono in parlamento a Catania ed elessero loro re il giovane Federico III dando il via alla nascita di un regno del tutto indipendente.
Aragonesi e Angioini, alleati per l'occasione, attaccarono le difese siciliane che anche grazie al tradimento di due catanesi, furono superate, scoppiò così un conflitto chiamato guerre del Vespro. A Catania Roberto d'Angiò prese possesso del Castello Ursino, dove poco tempo dopo nacque suo figlio Luigi. La guerra sembrava essersi conclusa con la pace di Caltabellotta (1302) che assegnava la Sicilia a Federico d'Aragona con il titolo di re di Trinacria. La guerra riprese però nel 1313; Federico III, contravvenendo agli accordi, si confermò Re di Sicilia e proclamò suo erede il figlio Pietro II che gli successe nel 1337. Sarebbe stato il figlio di Pietro, Ludovico, grazie all'intermediazione dello zio Giovanni d'Aragona, a tenere testa sia alle lotte interne fomentate dalle due fazioni baronali sia alle incursioni della regina di Napoli Giovanna I. Nel Castello Ursino l'8 novembre 1347 Giovanni d'Aragona, tutore di Ludovico di Sicilia e vicario del regno di Trinacria, firmava con Giovanna d'Angiò la cosiddetta Pace di Catania per cercare di porre soluzione alla guerra del Vespro.
Il re Federico IV lasciò il regno alla figlia minorenne Maria, nata dal matrimonio con Costanza, (figlia del re Pietro IV d'Aragona), affiancata da quattro vicari: Artale Alagona, Guglielmo Peralta, Francesco Ventimiglia e Manfredi Chiaramonte. Artale Alagona scelse per la giovane regina Maria la residenza del castello Ursino di Catania, progettando di darla in sposa a Galeazzo Visconti, duca di Milano. Ma la fazione capeggiata dai Ventimiglia, baroni d'origine catalana, voleva che sposasse Martino, figlio del duca di Montblanc Martino I d'Aragona e presunto erede del trono aragonese. Il rapimento di Maria portato a termine dai Ventimiglia grazie a Guglielmo Raimondo Moncada fece fallire i progetti del Gran Giustiziere del regno e permise il matrimonio della regina con Martino. Re Martino, dopo la morte di Maria avvenuta nel 1402, sposò Bianca, erede del trono di Navarra, che scelse di stabilirsi a Catania assieme alla corte. Ma Martino morì a Cagliari nel 1409 all'età di 33 anni e a lui succedette il vecchio padre, che però morì l'anno successivo.

## Il Rinascimento

### XV secolo
Nel corso del XV secolo la città conosce un'espansione che è anche quella di una élite che va progressivamente occupando tutte le funzioni pubbliche e le prebende, sia ecclesiastiche che civili. La più importante famiglia di tale patriziato è quella dei Paternò, seguita dai Riccioli, Rizzari, Monsone, Platamone, Ansalone, Castello, Traversa, Gioeni, Asmari, Pesce, Asmundo e La Valle.
Catania fu teatro delle traversie avute dalla regina Bianca di Navarra a causa delle mire per la successione al trono da parte del Gran Giustiziere Bernardo Cabrera, conte di Modica. Con l'elezione di Ferdinando I come re di Aragona, Valencia e Catalogna la Sicilia fu dichiarata parte del regno aragonese. La vedova regina Bianca fu confermata “vicaria”. La Sicilia quindi fu un Regno facente parte della Corona d'Aragona, al pari dei territori spagnoli e poi di Napoli, e fu governata da un viceré alter ego del sovrano. I catanesi si consolarono con alcuni privilegi concessi loro dalla regina Bianca.
Nel 1412 i cittadini avevano ottenuto lo scrutinio cioè il diritto di eleggere i senatori, sia pure scegliendo entro liste molto controllate. Osteggiato, sospeso e ripreso più volte, il sistema dello scrutinio rappresentava tuttavia il mezzo della decisione e della legittimazione collettiva del governo municipale.
Il successore di Ferdinando I, Alfonso il Magnanimo riunì il 25 maggio 1416, nella sala dei Parlamenti di castello Ursino, tutti i baroni e i prelati dell'isola per il giuramento di fedeltà al Sovrano. Nel Castello Ursino si svolsero, fino al 30 agosto, gli ultimi atti della vita politica che videro Catania come città capitale del regno. Fu lo stesso re Alfonso che permise la nascita a Catania dell'Università più antica della Sicilia o Siciliae Studium Generale (1434). Inoltre il 31 maggio 1421, invitato da Gualtiero Paternò e Andrea Castello, che erano stati presenti al parlamento che il re aveva incontrato a Messina, il sovrano venne a Catania per riconfermare ufficialmente le “libertà” e gli “statuti” della città. Nel 1435 il re concesse alle maestranze che i loro consoli potessero intervenire in Consiglio, concessione ritirata tuttavia qualche anno dopo.
Col passare del tempo gli organi periferici del governo viceregio, piuttosto che fungere da contrappeso centralistico, finirono col cadere nelle mani dell'élite, che si avvantaggiava anche dell'università. La sconfitta della parte popolare segna l'adeguarsi di Catania al sistema politico spagnolo: ma la città mantiene un carattere più borghese, rispetto a Palermo, e produce pensatori politici originali come i giuristi Blasco Lanza e Mario Cutelli.
Nel 1494, come in tutto il regno di Ferdinando il Cattolico, si ebbe l'espulsione o la conversione forzata degli ebrei anche a Catania, la quale comunità vi era particolarmente forte e numerosa. Erano forse ebrei convertiti i portatori di opinioni luterane, come lo sfortunato Giovan Battista Rizzo, linciato dalla folla nel 1513 perché, sembra, avesse compiuto un gesto sacrilego in cattedrale, contro l'ostia consacrata. In rapporto col mutato clima religioso, si definisce meglio il culto della patrona, Sant'Agata, con importanti conseguenze sul patrimonio artistico; nel corso del secolo venne riedificata la chiesa del Santo Carcere, dove si pensa fosse stata rinchiusa la santa (chiesa nella quale nel 1588 fu posta la splendida Tavola del martirio dipinta dal greco Bernardinus Niger).
Nel 1438 venne inoltre costruito il primo vero e proprio porto da Alfonso V d'Aragona, distrutto poi nel 1601 da una mareggiata.

### XVI secolo
Nel XVI secolo Catania risente, come il resto dell'isola, della complessiva riorganizzazione dello spazio mediterraneo. Ferdinando il Cattolico, insieme con Isabella di Castiglia, riunificando la Spagna, aveva posto le premesse che faranno del suo erede Carlo V l'imperatore sulle cui terre non tramonta mai il sole. Dopo la Caduta di Costantinopoli nel 1453 un analogo processo di sviluppo e centralizzazione si è svolto ad oriente con l'impero ottomano, la Sicilia si trovava ora ad essere frontiera tra un Islam e una Cristianità in stato di guerra. Il commercio mediterraneo, di cui Catania era uno dei centri, patisce insieme la chiusura del mercato africano e il ruolo egemonico della Spagna (la produzione di zucchero siciliano, per esempio, viene condannata a morte dall'impianto delle piantagioni prima nelle Canarie e poi in America Meridionale).
Per la città, il segno tangibile della mutata situazione sta nel rafforzamento e nella definitiva chiusura della cinta muraria tra gli anni 1540 e 1560. Ciò determinò lo svolgimento urbano, fin oltre il terremoto del 1693.
Con la salita al potere di Carlo V d'Asburgo la Sicilia divenne parte dell'enorme complesso territoriale degli Asburgo di Spagna (detti "Austrias"), uno stato multinazionale, multietnico e multilinguistico su cui "non tramonta mai il sole", governata in assenza del sovrano da un viceré (l'unico sovrano Austrias che soggiornò per qualche mese nell'isola fu proprio Carlo V nel 1535, nel suo grandioso viaggio cerimoniale in seguito all'Impresa di Tunisi). Catania fu favorita dai sovrani spagnoli, anche se si segnalavano di tanto in tanto rivolte dirette più contro il governo locale espresso dalla nobiltà cittadina e contro i rappresentanti del sovrano, che contro la dinastia regnante. Le uniche ribellioni furono una sorta di guerra civile interna che scoppiò nella città tra varie fazioni che si contendevano il governo municipale in occasione della confusa e travagliata successione al trono di Carlo V e una sollevazione popolare nel periodo delle rivolte siciliane (ma anche in varie altre parti d'Europa) del 1647-48, il periodo più difficile del governo spagnolo, sconfitto in Europa dalla Francia e nel pieno della crisi generale europea e mediterranea.
Dopo i conflitti del 1516-1517 in segno di pacificazione il corpo dei Giurati adottò il "Cerimoniale" scritto da Alvaro Paternò (1522), che codificava le regole e l'ordine attraverso cui dovevano manifestarsi le gerarchie interne dei soggetti e dei poteri urbani in occasione delle grandi cerimonie laiche e religiose. Fu l'esito conclusivo delle sanguinose lotte interne dei partiti e delle fazioni (che si indirizzò sempre più verso l'esterno con l'impegno militare al servizio della monarchia), e l'inizio di una nuova fase della vita amministrativa locale.
Gli anni 1530 mostrano una città vitale e dinamica, con tendenza all'incremento demografico e all'espansione delle colture nell'area etnea, interventi pubblici nell'area urbana, restaurazione delle mura, costruzione di nuovi edifici sacri e nobiliari e diffusione della cultura del decoro; ma una serie di catastrofi naturali (tra 1536 e 1537 si ebbero eruzioni, scosse sismiche, esplosioni e nubi sulfuree che scossero l'Etna e distrussero abitati, vigne e piantagioni dell'area collinare) e il peggioramento della congiuntura politico-militare nel Mediterraneo e in Europa, determinarono un clima diffuso di paure ed ansie.
Nel 1542 un grande terremoto sconvolse il Val di Noto (la stessa area che sarebbe stata colpita nel 1693). A Catania una cronaca narra che tutta la cita si commossi a grande paura et timuri, credendosi ogni uno sumergiri et cum grandi planto et pagura gridando misericordia ogni uno andava verso la gloriusa sancta Agatha. Era grandi atterruri intendiri li gridati et planto di li donni et pichulilli, et per quistu quasi la mayuri parti di la cita, homini, donni et pichulilli, cum grandi devocioni et planto si congregaro in dicta mayuri ecclesia et incontinenti fu ordinata una processioni.
Nel 1541 il viceré Gonzaga venne a Catania, prese provvedimenti per l'università e per il rifacimento della cinta muraria secondo i nuovi criteri dell'ingegneria militare. All'edilizia militare si accompagnava quella civile. Tommaso Fazello, in visita a Catania in quello stesso anno, segnalava lavori di sopraelevazione degli edifici e annotava che i resti del mausoleo di Stesicoro si trovavano al di fuori della Porta di Aci,
precedentemente nota come Porta Stesicorea; nel secolo successivo Giovanni Battista Grossi descrisse in quegli stessi luoghi l'esistenza di un nuovo quartiere.
L'incremento edilizio accompagnò i costanti aumenti della popolazione registrati dalla metà del XV secolo alla metà del XVI secolo: i due primi censimenti generali diedero per Catania ed i suoi casali la cifra di 14 261 (nel 1505) e di 24 592 (nel 1548) abitanti, di cui circa la metà residenti entro le mura cittadine.
Catania aveva trovato sotto vari aspetti un carattere urbano e civico ben definito, un equilibrio ed una struttura che l'accompagnarono per lungo tempo senza alterazioni significative. L'abitato si compatta dentro la ricostruita cinta muraria, vengono edificati nuovi edifici sacri, nobiliari e civici, realizzati nuovi spazi, vie, piazze, monumenti ed all'interno degli edifici decorazioni, quadri e arazzi, le conferiscono quel decoro che le nuove nobiltà perseguono e che affidano alla nuova sensibilità artistica rinascimentale. Il ceto amministrativo, dopo un secolo di travagli, scontri e trasformazioni, ha elaborato un sistema che attutisce i conflitti e media tra gli interessi delle famiglie eminenti, che si consolidano e si chiudono all'interno delle rigide norme di accesso alla mastra.
L'Università di Catania laureava parecchie decine di giovani ogni anno e riesciva a mantenere il suo monopolio nonostante i tentativi avversi di Messina e Palermo. Fallisce il tentativo di costruire un molo capace di dare più sicurezza ai traffici e di accogliere navigli di maggior stazza, ma l'economia ha tratto spinta ed equilibrio dall'integrazione piana/città/casali che sostiene lo sviluppo alimentare (grano/vino), commerciale e produttivo dell'intera area.
Nel 1558 venne iniziata la costruzione del Monastero dei Benedettini, dai monaci fuggiti dal vecchio monastero medievale di Nicolosi, minacciati dalle eruzioni e dai briganti. A seguito delle catastrofi naturali e dei ritardi di costruzione, l'edificio fu completato solo nel 1866.

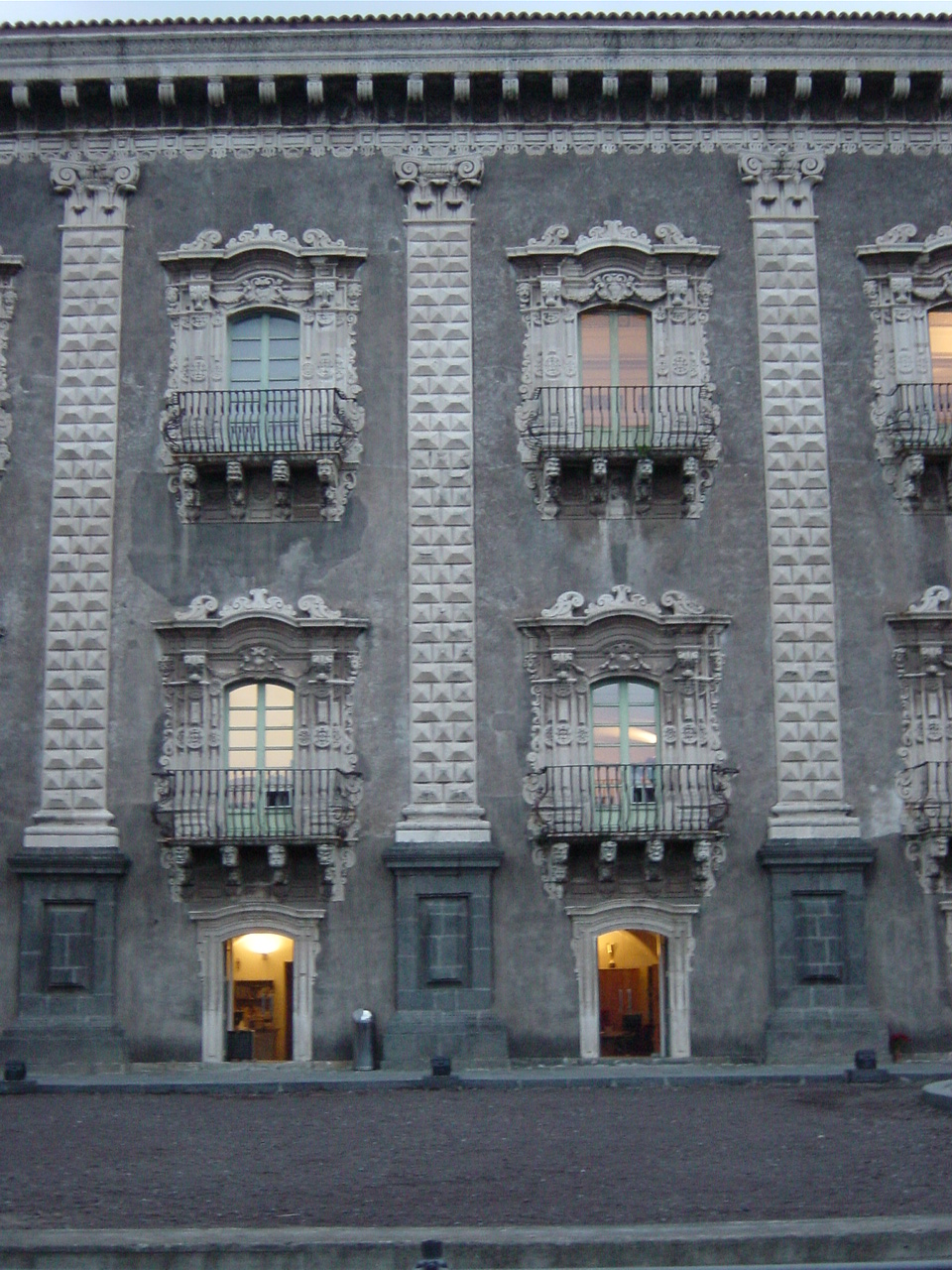
La facciata dell'ex-monastero dei Benedettini, che ospita il Dipartimento di Scienze Umanistiche dell'Università di Catania

Nel 1563 venne rifatto il fercolo, detto "vara", per la processione del reliquario in argento e pietre preziose che contiene il corpo della santa. Si consolidò il rito del portare in processione il velo di Sant'Agata, popolarmente chiamato "grimpia", come strumento estremo per fermare le colate laviche. Altre manifestazioni di religiosità popolare, fervente e fastosa, si ebbero anche in omaggio al Sacro Chiodo della Croce, posseduto dai Benedettini: questo negli anni 1540 venne prestato ai siracusani come protezione contro i terremoti, e pressantemente richiesto indietro sotto lo stimolo della paura per i movimenti tettonici dell'Etna.
Nello stesso periodo si sviluppò la controriforma imposta dal Concilio di Trento, che però non ebbe piena attuazione sul territorio. Il suo protagonista catanese, il vescovo Nicola Maria Caracciolo, sciolse il legame tra la funzione di vescovo e la carica di abate di S. Agata, e migliorò l'educazione del clero, non gli riuscì però di dividere in parrocchie il territorio ecclesiastico secondo i dettami del Concilio. Fino quasi ai giorni nostri a Catania il vescovo fu anche l'unico parroco titolare dell'intera città, delegando in varie forme l’amministrazione dei sacramenti. In quei tempi era un modo di mantenere indivise le rendite istituite dai Normanni, che, attraverso i membri del Capitolo della Cattedrale, erano appannaggio delle famiglie patrizie.

## XVII secolo

### Il decadimento
Nel XVII secolo la città sembra non trovare più un'immagine dinamica di se stessa. Di fronte a Palermo, divenuta ormai capitale amministrativa e sede privilegiata della grande nobiltà, poco conta la parificazione, nel 1622, del senato catanese a quelli di Palermo e di Messina. Carestie e pestilenze segnano la crescente impotenza amministrativa del regime spagnolo, e politicamente la città è lacerata dai tumulti popolari che corrispondono a crisi più generali come la rivoluzione del 1647 e la rivolta di Messina del 1674-1678.
L'aria culturale della città sembra adeguarsi al livello più basso della devozione popolare, col suo frequentissimo ricorso alla speranza del miracolo: il velo di Sant'Agata venne portato in processione contro la peste nel 1592 e ancora nel 1624, fermò la lava dell'Etna nel 1536, nel 1579, nel 1636 e nel 1654.

### Caduta definitiva e catastrofi naturali

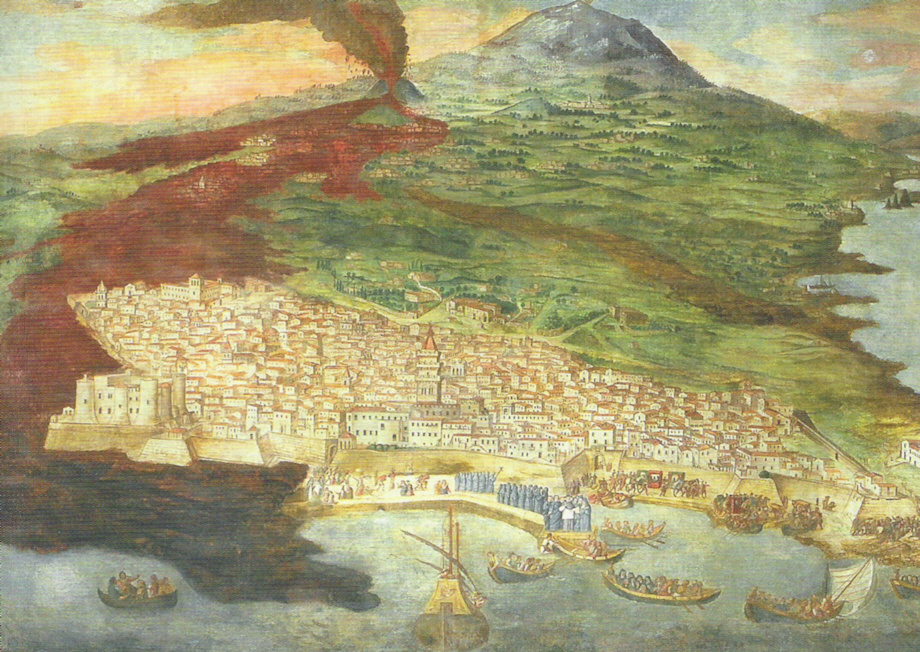
L'eruzione del 1669 che investì la città (di Giacinto Platania, nella sagrestia della Cattedrale di Catania)

Una grande colata lavica, le cui bocche effusive si aprirono a bassa quota nel territorio del comune di Nicolosi, investì nel 1669 il lato nord-occidentale della città proseguendo fino a lambirla dal lato sud. I danni alle campagne, alle strade e alle infrastrutture difensive furono molto gravi ma le stesse mura di difesa della città riuscirono a contenere in massima parte la lava prima che fluisse nel centro abitato. Il lago di Nicito, sito al di fuori della cinta muraria cittadina, fu sommerso dalla lava e cancellato in poco tempo, l'Amenano invece fu solo seppellito per poi risalire di livello (Fontana dell'amenano), mentre il Castello Ursino fu circondato dalla lava e allontanato dal mare ed i suoi fossati e bastioni furono seppelliti. Sulle lave venne tracciata la nuova via della Vittoria o del Gallazzo (oggi via Plebiscito) per collegare le porte a sud e a nord e per permettere il circuito della processione di Sant'Agata, si assegnarono le aree della Consolazione e del Borgo ai profughi dei casali che avevano invaso la città ed una nuova catena di fortini venne approntata dal principe di Ligne. Gli anni che seguirono furono però funestati dagli scontri tra francesi e spagnoli, innescati dalla rivolta di Messina.
Ma la catastrofe peggiore doveva ancora arrivare, il terremoto del 1693 che distrusse gran parte della Sicilia sudorientale, impedì la sopravvivenza del tessuto urbanistico antico e medievale e segnò profondamente anche l'assetto socio-economico della città, cancellando quasi la totalità della produzione artistica precedente. Scomparvero quasi del tutto le tracce della città greca, mentre una sorte migliore hanno avuto i monumenti di età romano-imperiale, riguardo ai monumenti non rimasero in piedi che poche cose: il Castello Ursino, le absidi della Cattedrale, qualche porzione delle mura e la cappella dei Paternò. Il numero delle vittime si contò tra le 12 e le 16.000, su una popolazione di 18 o 20.000 abitanti.
Se per la Sicilia l'epoca del dominio spagnolo si chiudeva con un bilancio di stanchezza e di crisi, per Catania era tragica l'alternativa fra scomparire per sempre o ricominciare tutto da capo.

## XVIII secolo

### La rinascita
Catania appare oggi al visitatore come una città nuova, poiché dal punto dì vista urbanistico e architettonico il 1693 è il suo anno di nascita. Le strade larghe e dritte, dalla maglia ad angoli retti, i palazzi e le chiese uniformi per stile, decorazioni e materiali, l'impiego coerente della pietra lavica nera e della pietra calcarea chiara, l'impianto scenografico di luoghi come la piazza del duomo, dando una perfetta definizione di barocco catanese.
Il fatto cruciale fu la decisione di intervenire subito con un progetto complessivo.
Il viceré Giovan Francesco Paceco, duca di Uzeda, uomo di cultura e di interessi scientifici, si trovò di fronte al compito di ricostruire ben 77 città, alcune delle quali di importanza militare preminente, come il porto di Augusta. Affidò quindi l'incarico di vicario generale per il Val di Noto a Giuseppe Lanza duca di Camastra.
Dopo il terremoto Catania appariva totalmente distrutta, a far pendere la bilancia verso la decisione di ricostruire sullo stesso luogo fu l'esigenza di non abbandonare le fortificazioni.
Il duca di Camastra si servì di tecnici e ingegneri militari per sgomberare le macerie, prendere iniziative contro i predoni e nutrire la popolazione.
Nel giugno del 1694, col concorso delle rappresentanze di tutti gli ordini cittadini, egli approntò il piano generale.
Una linea divideva la città in due parti, assegnando ai terreni due diversi tipi di prezzi: la parte ad ovest, in cui il prezzo dei terreni veniva scontato di circa un terzo, fu destinata ad accogliere, come già prima, i quartieri popolari; verso est si concentravano invece gli edifici della nobiltà laica ed ecclesiastica. Le strade larghe, interrotte da piazze frequenti e regolari, costituivano una precauzione antisismica. Furono definiti gli assi viari principali, sovrapponendo delle linee rette all'antico corso tortuoso delle vie e sottolineando l'antico impianto della città romana.
Il fervore della ricostruzione dà il tono alla vita della Catania settecentesca: per decenni essa è tutto un cantiere, che attrae popolazione e maestranze, che mette in moto l'economia, che apprende nuove tecniche e le dissemina a sua volta.
Una esperienza preziosa per molti architetti, come i catanesi Alonzo di Benedetto e Francesco Battaglia, il messinese Girolamo Palazzotto, il palermitano Giovan Battista Vaccarini, e poi il toscano Stefano Ittar e tanti altri.
Tra tutti il Vaccarini è forse quello che ha lasciato il segno più netto, sia per il gran numero di edifici da lui curati, che per il lungo periodo del suo operare nella città.
Certamente il grande sforzo di ricostruzione si dovette ai cospicui investimenti edilizi resi possibili dalle rendite feudali accumulate dalle grandi famiglie, dalla Chiesa e dagli ordini religiosi (particolarmente impressionante l'impegno dei Benedettini nel riedificare il monastero di San Nicolò l'Arena col tono di una vera e propria reggia).
Fu così che la città poté superare la crisi dei primi decenni del secolo, che vide la Sicilia passare dal dominio spagnolo a quello dei Savoia, poi a quello austriaco e infine a quello borbonico.
Il segno più certo di tale vitalità, oltre all'espansione stessa del tessuto urbano, è il ritorno della cultura: vi è innanzitutto l'accrescimento dell'importanza dell'università, che, sotto il prevalente impulso di medici e giuristi, già fin da prima del terremoto aveva posto le basi per una nuova sede ed una espansione, il suo palazzo è ora tra i primi a dare nuovo prestigio alla riorientata via Uzeda (oggi via Etnea), collocandosi a metà tra il municipio e la chiesa della élite dirigente, quella di Santa Maria dell'Elemosina, ricostruita sullo stesso luogo ma riorientata in modo da affacciarsi sulla nuova strada principale. L'università è terreno di conflitto tra la direzione ecclesiastica e quella laica, in un'epoca in cui i governi cominciano ad affidare a sé il controllo della cultura. Proliferano perciò i centri privati di studio, le biblioteche private, le associazioni e le accademie. La terribile esperienza del terremoto e l'incombere del vulcano indirizzano il dibattito culturale verso un progresso concreto delle scienze geologiche, mineralogiche e vulcanologiche, si supera così la disputa tra scienza e fede, e con l'opera del canonico Giuseppe Recupero, si pongono i fondamenti di un ricco patrimonio nelle scienze naturali che fu continuato nel secolo successivo.
Personalità dominante è quella del principe di Biscari, Ignazio Paternò Castello, figura a livello europeo, archeologo e antiquario, che predispose una biblioteca e un museo che riscossero l'ammirazione di tutti i visitatori e divennero centro di studio e ricerca. Gareggiava con questa collezione privata la biblioteca ed il museo dei Benedettini, anch'essi centro di discussione e di studi classici, filosofici, storici e naturalistici. Lo storico Vito Maria Amico, e più tardi il naturalista Emiliano Guttadauro, ne sono tra i nomi più rappresentativi.
Né è da sottovalutare l'attività del vescovo Salvatore Ventimiglia, fondatore di una ricca biblioteca poi lasciata all'università, come meritano un ricordo anche figure quali il filosofo Nicola Spedalieri, l'ingegnere Giuseppe Zahra Buda, che riuscì a risolvere il problema della costruzione di un molo nel porto, il naturalista Giuseppe Gioeni d'Angiò, cui si intitolò una celebre accademia, o il musicista Giuseppe Geremia, amico di Paisiello, che rappresentava la continuità di una cultura musicale che avrebbe dato i suoi frutti nel secolo successivo.
Si viene così formando un ambiente culturale vivace, che, soprattutto verso la fine del secolo, fu percorso dai fermenti innovatori, laici e democratici espressi nel periodo catanese del grande riformatore Giovanni Agostino De Cosmi. Grazie a questi ambienti Catania viene definendosi come la città giacobina, borghese e democratica che si manifestò nel secolo successivo.
La significativa espansione demografica (nel 1798 contava già 45 mila abitanti), la concentrazione di importanti attività economiche, soprattutto nel settore tessile, e il controllo della campagna circostante fanno del XVIII secolo il periodo in cui Catania supera definitivamente gli altri centri rilevanti del suo hinterland: Acireale, Paternò, Lentini, Caltagirone.
Inoltre all'inizio del secolo venne costruito, dai Borbone, l'attuale porto.

### Il secondo declino
Dopo il 1770, tuttavia, l'attività edilizia rallenta di molto, per esempio resta incompiuto il monumentale Monastero di San Nicolò l'Arena, fatto dovuto al concludersi delle fabbriche intraprese, alla crisi agraria ed alle difficoltà del commercio internazionale.
Il 1764 ha visto la città devastata, col resto dell'isola, da una terribile carestia.
I privilegi della nobiltà, che le consentono di controllare la produzione e l'esportazione di grano, tendono a rafforzare le posizioni dell'aristocrazia e a stabilizzare l'economia del latifondo, ciò significa soprattutto un aumento di potere per chi, come i principi di Biscari, domina la piana di Catania. Si apre, come per il resto della Sicilia, una questione feudale, che esplode per le riforme tentate sotto il viceregno di Bernardo Tanucci e, successivamente, di Domenico Caracciolo.
Nel 1798 e 1799 Catania è scossa da rivolte popolari per il prezzo del pane, si profila la crescita di uno strato popolare ribelle, anche se ciò non dà luogo ad alcun movimento rivoluzionario sul modello francese, anzi tutto l'opposto considerando che nel 1799, a Caltagirone, ha luogo un massacro di giacobini.
La cultura cittadina percepisce questo disagio e se ne fa interprete, in figure come il poeta e filosofo Domenico Tempio, o nella fitta schiera di filo-giacobini cresciuti alla scuola di De Cosmi: Giovanni Nepomuceno Gambino, che dovette fuggire in Svizzera dove fu vicino a Filippo Buonarroti, Francesco ed Emanuele Rossi, Vincenzo e Carlo Gagliani e Giuseppe Rizzari. Da questi gruppi escono i deputati catanesi al Parlamento siciliano, i quali, tra il 1810 e il 1815, si schierano con l'ala più radicale.

## XIX secolo

### Sviluppo pre-unitario
Gli anni delle guerre napoleoniche sono per la Sicilia gli anni dell'occupazione inglese e della trasformazione costituzionale, con la fine giuridica del feudalesimo. Catania non sembra riuscire a sfruttare la sua posizione commerciale che nel suo stesso territorio permette invece all'area del vigneto, tra Mascali ed Acireale, di accumulare ingenti ricchezze, trafficando i vini etnei con l'esercito britannico.
La riforma amministrativa borbonica del 1817 istituì, in Sicilia, sette province sostanzialmente paritarie tra loro. La gerarchia tra le città siciliane fu ridefinita, mentre si alterò l'antica rivalità tra Palermo e Messina. Catania si ritrovò capoluogo di un vasto territorio, sede di tribunali, dell'intendenza provinciale e di vari uffici amministrativi.
La popolazione, che in quel momento era scesa a 40 mila abitanti, risalì a 52 mila nel 1834, iniziando una straordinaria galoppata secolare: 68.810 nel 1861, 90 mila nel 1880, 150 mila nel 1900, 230 mila nel 1931, fino agli attuali 363 mila. Ragione primaria di questa crescita continua, che non ha riscontri nel resto dell'isola, è lo scambio commerciale tra la campagna, e i centri minori, e il centro urbano. Questo si pone sempre più come polo d'attrazione per i commerci, le industrie, i consumi, e infine - specialmente nel nostro secolo - per il settore terziario. Nella prima metà del secolo la principale attività industriale catanese è il settore tessile. Tessitori e artigiani, insieme ai pescatori e alla gente che vive del porto, formano il nerbo del proletariato; c'è però, accanto a questi, anche una plebe di lavoratori marginali, di diseredati, di servitori o manovali generici, caratterizzata dalla mancanza di cultura e di interessi tecnici, che si affolla nei vecchi quartieri della Civita e dell'Antico Corso. Sono invece gli artigiani ed i borghesi, dagli interessi prevalentemente mercantili, a dare il tono agli strati popolari.
Nel 1820 la città non aderì al moto indipendentista e appoggiò la causa dei costituzionali napoletani.
La ricchezza della città era ancora dovuta all'agricoltura, grazie alle famiglie provinciali agiate o nobili che si trasferiscono in città e alla partecipazione dei cittadini ad investimenti terrieri. La città si costruisce così il ruolo di mercato, di centro di distribuzione e di polo culturale: teatri, gabinetti di lettura, l'Università, accademie, come quella Gioenia, e periodici culturali e politici, come "Lo Stesicoro" del 1835-1836.

### Unità d'Italia
Tuttavia essa deve ancora competere con altri grandi centri, in particolare con Acireale. Prima dell'unità d'Italia la città era ancora relativamente povera di alberghi, strade lastricate e locali pubblici. Fin quando arrivò la rottura tra la città e il regime borbonico, nel 1837: nacquero i moti rivoluzionari del colera, con centro nel siracusano, che accusavano la monarchia di aver sparso il morbo in odio al popolo. Questo avvenimento rinsaldò l'alleanza tra nobili costituzionalisti moderati ed i capipopolo, a causa della repressione borbonica che mirava a colpire indiscriminatamente. Dopo di allora, nel 1848, nel 1860 con Garibaldi, e ancora nel 1862, con la fallita impresa garibaldina di Aspromonte, Catania fornì al Risorgimento cospiratori massonici, carbonari, mazziniani e moderati, consolidando l'immagine di città democratica. Ma lo schema politico del 1837 si ripeté più volte, per esempio in occasione della repressione di Nino Bixio a Bronte nel 1860: la si può definire come una timidezza da parte dei liberali moderati ad assumersi responsabilità di potere, per il timore di rimanere schiacciati tra la repressione dall'alto e le rivolte popolari dal basso.
Nel 1848-1849 fu all'avanguardia del movimento autonomista.
Nell'agosto 1862 Giuseppe Garibaldi vi stabilì il centro organizzativo della spedizione conclusasi in Aspromonte.
Nel 1865 vi è fondata la società "I figli del lavoro", con Mazzini come presidente onorario; sciolta di lì a poco, venne ricostituita nel 1876 dal radicale Edoardo Pantano. Dopo l'assassinio del presidente statunitense Abraham Lincoln, fu intitolata a lui via Lanza (oggi Di Sangiuliano), intitolazione che fu poi spostata ad una piazza. Si andava così formando uno strato di intellettuali radicali, presso i quali il democratismo si sposa con il potere rinnovatore della scienza. Il vate di questi ambienti è Mario Rapisardi, poeta che sull'anticlericalismo e sul rifiuto del presente fonda una visione palingenetica, riguardante un'umanità rinnovata.

### Sviluppo post-unitario
Con le leggi di eversione dell'asse ecclesiastico, dopo il 1866, la città ottiene gran parte di quei conventi, monasteri ed altri beni immobili ecclesiastici, di cui la ricostruzione settecentesca aveva riempito il centro urbano. Essi diventeranno scuole, caserme o uffici pubblici: una concentrazione eccessiva di istituzioni in un perimetro ristretto, che ad oggi, a distanza di più di un secolo, è divenuta insopportabile, ma che funge da grande occasione per acquistare, speculare ed investire. Ed è su queste opere che la città inizia la sua crescita: si sistema la via Stesicorea (Etnea) abbassandone il livello, si imbrigliano le acque dell'Amenano (la fontana di piazza Duomo è del 1867), si tracciano e aprono nuove strade e nel 1866 si installa l'illuminazione a gas. Purtuttavia, la città viene colpita dalle epidemie di colera nel 1866-67 e ancora nel 1887.
Con la seconda metà del secolo arriva anche la ferrovia e con essa il commercio delle due merci che staranno a fondamento di una grande espansione: lo zolfo, dell'interno della Sicilia, e gli agrumi, Catania ne diventa il polo dove i prodotti vengono lavorati, imballati, commerciati e spediti. Ciò apre nuovi rami di attività industriale e inizia a differenziare le classi proletarie: si sviluppano le raffinerie di zolfo, che, insieme con la ferrovia, rappresenta una cintura di ferro che taglia la città fuori dal mare. Nell'ultimo decennio del secolo la ferrovia circumetnea collega Catania con Riposto, girando attorno all'Etna, e rappresenta un'arteria vitale per il trasporto di merci e di lavoratori agricoli.
Gli anni dopo il 1880 inaugurano la stagione di una Catania espansiva, portatrice di un modello commerciale e industriale che addirittura sarà possibile proporre all'intera Sicilia. Attivissimo il giovane sindaco e futuro ministro degli esteri Antonino Paternò Castello, marchese di San Giuliano, che inaugura una stagione di spese e di imprese, non senza contraddizioni: di fronte alla trasformazione sociale rapida e tumultuosa maturano anche le amare considerazioni sui vinti, che Giovanni Verga espresse ne I Malavoglia e in Mastro Don Gesualdo. Il sindaco ebbe però anche dei sostenitori, come Federico De Roberto che ne I Viceré ritrarrà il marchese di Sangiuliano come emblema del trasformismo di un'aristocrazia che non intende cedere le leve del potere. Questi scrittori, che con Luigi Capuana danno un grande contributo nazionale al verismo europeo, si interessano profondamente della questione sociale. Con essa si misura tutta la cultura catanese, con punte alte quali lo studioso e politico Angelo Majorana Calatabiano, ministro delle finanze sotto Giolitti. La questione sociale diviene perno della vita politica catanese, come si può notare dal lungo apostolato del cardinale Giuseppe Benedetto Dusmet, vescovo di Catania dal 1866, che infonde energie nei quartieri più poveri per costruire un movimento di cattolicesimo sociale.
Nel 1891 venne fondato il Fascio di Catania da Giuseppe de Felice Giuffrida, ciò rappresenta l'inizio ufficiale del più importante movimento dei Fasci Siciliani, movimento di ispirazione socialista e anarchica che si riproponeva di tutelare i diritti dei contadini. In particolare Giuffrida si adoperò alla costituzione di forni municipali e magazzini cooperativi, per poter così calmierare il prezzo del grano.
Liberali, cattolici e socialisti, diverse visioni che rispondono all'immagine di un centro urbano vivo e attivo. Dal 1890, dopo un trentennio di sforzi, Catania ha anche il suo Teatro Massimo; qualche tempo prima, trasportando in patria la salma di Vincenzo Bellini, morto in Francia nel 1835, la città ha iniziato a riconoscere se stessa nei propri eroi. Essa si popola di commercianti stranieri: sono esportatori di agrumi, imprenditori e negozianti svizzeri, cui si deve la fondazione della chiesa valdese e di quella evangelica, e che ben presto si guadagnano un posto nei ranghi dell'élite.

## XX secolo

### Rinnovamento
A partire dal 1902, la vittoria della lista popolare alle elezioni con il 56% dei voti diede inizio al periodo della sindacatura di Giuseppe de Felice Giuffrida. Furono avviate le modernizzazioni dei servizi e un vasto piano di aggiornamento urbanistico e abbellimento della città, guadagnandosi il soprannome di "Milano del Sud". Figura dominante del periodo fu Filadelfo Fichera, al quale si devono gli scavi e i lavori che portarono alla luce l'Anfiteatro di piazza Stesicoro negli anni dal 1903 al 1907 ed altri progetti edilizi e sanitari.

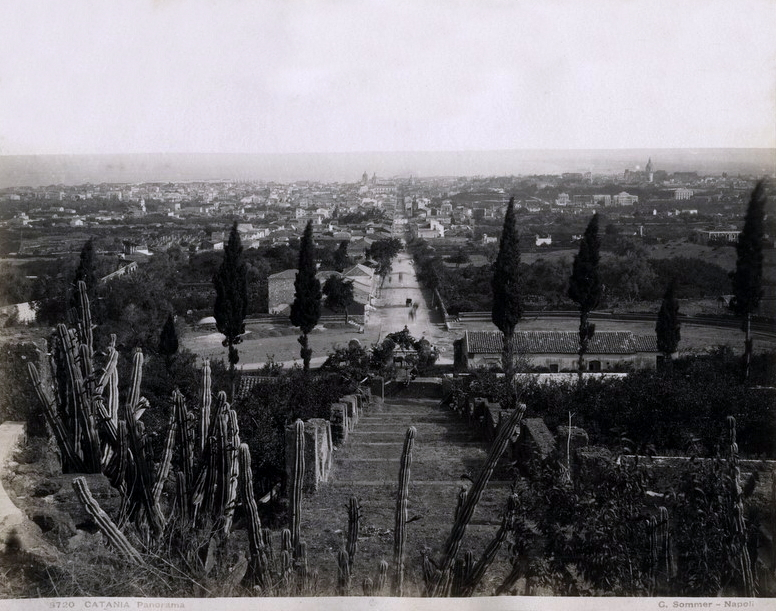
Panorama dal Parco Gioeni (primi del XX secolo)

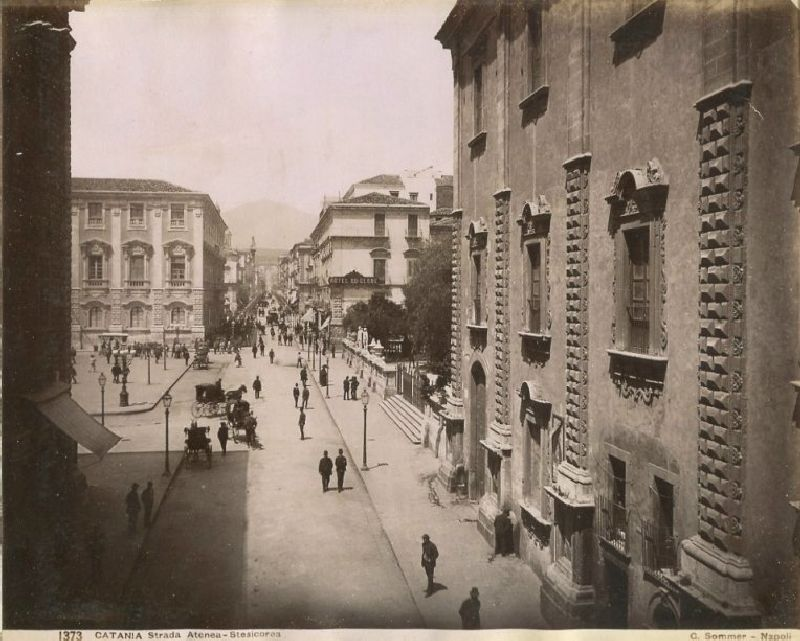
Via Etnea (primi del XX secolo)

Progresso economico e progresso democratico identificavano la città e la proponevano come modello. Nel 1905 venne inaugurato il servizio tranviario cittadino con tre linee, partenti da Piazza Duomo a Picanello, a Cibali e a Guardia. Furono sistemate un centinaio di strade prima a fondo naturale, prolungato il viale Regina Margherita, promossa la costruzione delle ville Liberty, fu sistemata la Piazza d'Armi (oggi Piazza Giovanni Verga), che avrebbe ospitato, nel 1907, la II Esposizione Agricola Regionale, e per questo chiamata in seguito Piazza dell'Esposizione, e venne inaugurato, nel 1911, alla presenza della famiglia reale, il monumento a Umberto I.
Nel 1906 Edmondo De Amicis visitò Catania e la trovò splendidamente moderna. Nello stesso anno, l'Assessore ai Lavori Pubblici, Luigi Macchi, assieme al Fichera, approntò il "Piano regolatore" per il risanamento della città: fu acquisita la casa di Vincenzo Bellini e si preparò il riscatto del Castello Ursino per adibirlo a grande museo civico nazionale, venne costruita la passeggiata a mare (in dialetto "Passiaturi") che da Piazza dei Martiri va a Piazza Stazione Centrale (attuale Piazza Papa Giovanni XXIII) lungo via VI Aprile, furono costruiti l'Ospedale Giuseppe Garibaldi, che risaliva ad un monastero del XVIII secolo, e l'Ospizio dei Ciechi, al Borgo. Nel 1908, la città dovette affrontare il problema dell'immigrazione forzata di quasi 25.000 superstiti del terremoto di Messina, con la grande crisi di alloggi conseguente.

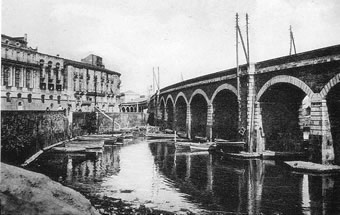
Gli storici Archi della marina che caratterizzano la parte sud della città, in una foto del 1910

Una immagine diversa, ma pur sempre forte, era quella popolare, che faceva perno sul dialetto e sulle caratteristiche, vere o presunte, del mondo dei cortili: sono le satire e i versi di Nino Martoglio, l’arte teatrale istintiva, che incantò Mejerchol'd e D'Annunzio, di Giovanni Grasso e della sua compagnia e l'esordio di Angelo Musco.
Tuttavia la base economica e sociale di questa grande stagione non era solidissima. Nel primo decennio del secolo l'alleanza popolare garantita da De Felice, convince sempre meno; astro nascente della grande borghesia catanese è Gabriello Carnazza, di grande famiglia risorgimentale, legato agli interessi finanziari dei nuovi gruppi elettrici ed interessato a grandi progetti di bonifica agraria. La città, che ha esitato a lungo tra la vocazione industriale e quella commerciale, ha finito col far prevalere quest'ultima. Con la grande guerra, però, e con la successiva crisi del fascismo, si spezzano i circuiti commerciali, perde d'importanza lo zolfo siciliano e la città entra in una profonda crisi, non solo economica.
Nel 1912 fu approntato un grande progetto di risanamento e costruzione di larghi viali, che prevedeva: un viale retto dalla Stazione Centrale a Piazza Stesicoro, costruito oltre mezzo secolo dopo, il Viale della Libertà, un altro viale largo 50 metri che dal porto arrivasse ad Ognina ed un altro ancora, di 40 metri, dal Borgo a Cibali. Ciò avrebbe permesso il risanamento dei malsani quartieri attraversati di Santa Maria della Grotta e del Santissimo Crocifisso della Buona Morte; considerati, essendo contigui, un tutt'uno con San Berillo, dove l'anno prima era scoppiata l'ennesima epidemia di colera a causa delle paurose condizioni igieniche delle case fatiscenti. Nonostante gli entusiasmi, De Felice non riuscì a reperire i finanziamenti necessari, la guerra ormai incalzava e l'interventismo cresceva.
Con la grande guerra, e con la successiva crisi del fascismo, si spezzarono i circuiti commerciali, perse d'importanza il commercio dello zolfo siciliano, diminuì l'attività portuale e la città entrò in una profonda crisi, non solo economica. Il periodo d'oro era finito e i grandi progetti di risanamento urbano furono procrastinati.

### Il Fascismo e la Seconda guerra mondiale
Gli anni venti videro l'ascesa a Catania di Gabriello Carnazza divenuto, con il fascismo, Ministro dei Lavori Pubblici nella prima parte del governo Mussolini. Nel periodo fascista, Catania visse un periodo di stagnazione, con l'industria zolfifera in profonda crisi, il che comportò la progressiva chiusura delle raffinerie della zona della Stazione Centrale (Armisi). Era in forte difficoltà anche l'industria conciaria e quella del legno. A partire dal 1922, sotto la pressione del Carnazza, vennero costituite, col finanziamento dello Stato al 70%, delle società per la bonifica del Lago di Lentini e poi del Pantano d'Arci e di Passo Martino. Lo scopo prefisso era quello di creare aziende agricole moderne e industrie indotte, ma le iniziative si sarebbero rivelate col tempo solo fonte di speculazione e avrebbero creato poco utile a fronte di grandi investimenti pubblici.
Catania si andava trasformando da città industriale e mercantile in città di servizi. Alla fine degli anni venti scomparvero tutti gli antichi protagonisti della scena politica catanese e l'atmosfera cittadina entrò in una fase di totale grigiore. Unico evento degno di nota del periodo è l'inaugurazione dell'Aeroporto di Fontanarossa nel 1924. Segno dell'impoverimento, una statistica dei consumi della famiglia tipo cittadina: nel 1927 la spesa annua era di lire 11.472; nel 1930 era scesa a lire 9.715.
Alla fine degli anni venti vennero ripresi i vecchi propositi di risanamento dei centrali quartieri Antico Corso e San Berillo. Nel periodo 1928 e 1935 si ebbe la risistemazione delle strade centrali e la pavimentazione di quelle ancora a fondo naturale, la nuova rete d'illuminazione (la maggior parte era ancora a gas), l'inizio della costruzione del Palazzo di Giustizia in piazza Giovanni Verga, il campo sportivo e il tiro a segno. Il risanamento dei vecchi quartieri, le fognature, gli edifici per ospedali e scuole e case popolari avrebbero dovuto attendere la seconda fase di lavori, tra il 1936 e 1943. L'approssimarsi della guerra, però, mandò tutto a monte.
Verso il 1931 venne bandito un concorso per un piano di fabbricazione della futura "grande Catania", che considerava come "zone di ampliamento" della città quelle di Nesima, Cibali, Barriera del Bosco, Picanello ed Ognina, con le zone di Santa Sofia a villini e con lo sventramento dei quartieri insalubri di Civita, San Berillo, Pracchio, Antico Corso e Consolazione per il loro risanamento. Si valorizzarono la zona dei monumenti antichi e medioevali, e la zona industriale a sud con le case dei lavoratori nella zona del porto. A ciò si aggiunse una serie di servizi comuni e sociali. Sarebbero stati premiati alcuni progetti, ma nel 1935 si raffazzonò un Regolamento Edilizio del tutto differente. Rimasta senza un piano regolatore la città avrebbe continuato ad espandersi a nord in maniera disordinata e caotica e a sud con vere e proprie bidonville a ridosso del cementificio.
L'entrata in guerra non sortì alcun fermento, neanche per approntare i rifugi, così il bombardamento dell'aeroporto del 5 luglio 1940 fu un vero e proprio brusco risveglio. Nel contempo si era invece organizzato in "maniera industriale" il mercato nero. Dall'aprile 1943 iniziarono le incursioni aeree americane pesanti, con oltre 400 vittime civili e lo sfollamento caotico verso i paesini dell'interno di oltre 100.000 persone.
Dopo lo sbarco anglo-americano in Sicilia il 9 luglio 1943, il comando italo-tedesco approntò una linea di difesa per bloccare l'avanzata del generale Bernard Law Montgomery al ponte Primosole, sul fiume Simeto. I tedeschi, in particolare, sostennero a lungo la difesa della città per sottrarsi alla manovra aggirante degli anglo-americani, fin quando evacuarono il 5 agosto. 
Con la Liberazione da parte degli anglo-americani non venne lo stimolo a riconoscere se stessi e a ricostruire una personalità collettiva, venne invece il contrabbando, il brigantaggio, l'affarismo e l'accettazione passiva del caos, in un totale contesto di anarchia. Il 14 dicembre 1944, la folla diede fuoco al Palazzo degli Elefanti, ovvero il municipio, perdendo così l'archivio comunale contenente documenti risalenti al XVI secolo. I rivoltosi non militavano sotto le insegne del separatismo, bensì solo una massa stanca della guerra e della fame. Tant'è che la stessa morte di Antonio Canepa nel 1945, fondatore dell'EVIS e animatore della guerriglia separatista, non fece eccessivo scalpore.
Gli anni della ricostruzione mostrarono che tuttavia non si era del tutto spento il senso della coscienza civica: è significativo, per esempio, che il settecentesco palazzo Massa di San Demetrio, ai Quattro Canti, distrutto dalle bombe, venne ricostruito esattamente come in precedenza.

### Il secondo dopoguerra, il boom economico e la fine della guerra fredda

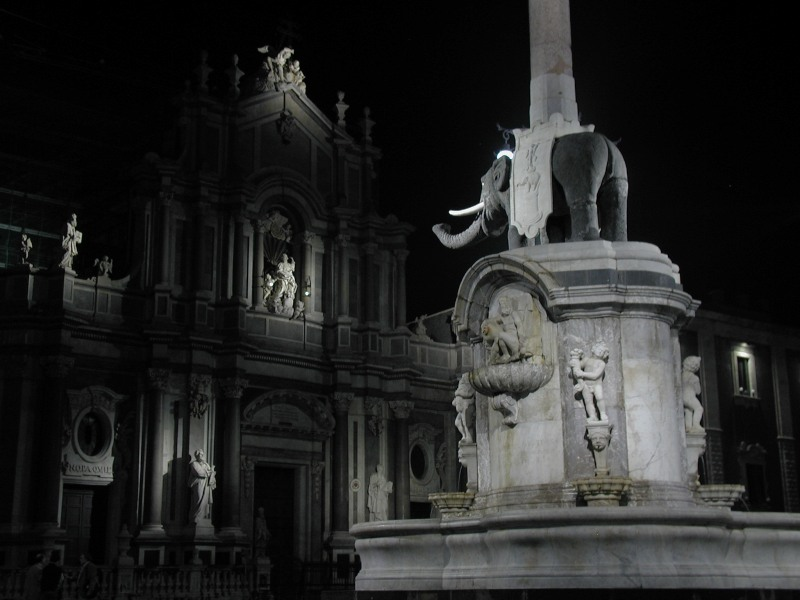
La fontana dell'Elefante e il duomo sullo sfondo

La nuova Catania non si fermò alla ricostruzione delle strutture civili e pubbliche ma ripartì in tutti i settori dell'economia, raggiungendo vertici incredibili e inaspettati di potenza grazie alle sue capacità imprenditoriali e ad una rete commerciale che monopolizzò la Sicilia orientale e ponendosi all'attenzione e al rispetto di tutta l'Italia.
E con l'economia anche la classe politica, pur divisa in aree tra loro nettamente contrapposte, fu capace di gareggiare con i migliori in campo nazionale, imponendo i suoi esponenti ai vertici della politica e dei sindacati.
L'Università, forte di una tradizione centenaria, non fu soltanto una palestra di cultura ma divenne potente ed accogliente, traendo forza dalle capacità dei suoi docenti, offrendo agli studenti provenienti fin dalle aree più lontane del Mediterraneo, non solo opportunità di studi proficui in ambienti moderni ma anche prospettive lavorative concrete, nelle nuove realtà imprenditoriali che dal contesto universitario continuavano a ricevere spinte positive.
Catania non rifiorì soltanto in questo settore ma più in generale nell'ambito culturale: musica, arte, teatro, televisione e cinema, che furono gli orizzonti su cui spaziarono gli artisti catanesi, che diedero alla città legittimi motivi d'orgoglio e di vanto.
Dalla nascita della Repubblica i sindaci di Catania sono stati in gran parte democristiani.
Negli anni 1950 iniziò la ripresa della città: nel 1950 l'Aeroporto di Fontanarossa fu riaperto dopo una lunga ristrutturazione e venne inaugurata la linea dei filobus di via Etnea, che sostituirono la vecchia Tranvia di Catania. Su impulso delle amministrazioni comunali dei vari sindaci, tra cui spiccarono Domenico Magrì e Luigi La Ferlita, venne progettata e costruita la zona industriale di Pantano d'Arci.
L'Istituto nazionale di fisica nucleare aprì un centro regionale in città ed ebbe inizio la, a lungo tempo attesa, ristrutturazione del quartiere di San Berillo, la zona più degradata del centro storico; l'operazione tuttavia fu più che altro speculativa, attuando solamente i progetti risalenti al 1931, ma spezzando in due tronconi il lungo viale verso la stazione. Gli abitanti del quartiere furono concentrati così nelle nuove aree popolari di Nesima, San Leone e Curìa. Venne aperta la prima parte della Circonvallazione e iniziò la costruzione dell'odierno viale John Fitzgerald Kennedy, che costeggia la Plaia, ovvero l'esteso litorale a sud del centro abitato.
Dopo la "ricostruzione" vi fu il cosiddetto boom degli anni 1960, periodo in cui Catania venne definita nuovamente la Milano del Sud per la dinamicità nell'economia e l'incremento della popolazione.
Nel 1960, i disordini che seguirono ai fatti di Genova del 30 giugno 1960
si propagarono in tutta Italia. A Catania, durante uno sciopero sindacale proclamato l'8 luglio in risposta alla strage di Reggio Emilia, le forze dell'ordine aprirono il fuoco contro i manifestanti, uccidendo Salvatore Novembre, un giovane operaio edile disoccupato.
Nel 1964 fu reso noto il Piano Regolatore Generale di Luigi Piccinato, che puntava alla creazione di una grande viabilità cittadina e al recupero delle zone più degradate ma ben poco di esso fu applicato lasciando che costruzioni semi-abusive o in deroga ne stravolgessero l'esecuzione.
Venne incaricato del progetto di una città satellite ricca di servizi (l'attuale Librino) il famoso architetto giapponese Kenzō Tange; venne iniziata la costruzione ma di fatto ne venne stravolta la finalità, trasformandosi da città satellite moderna a quartiere degradato.
Nel 1971 la popolazione toccò i 400 000 abitanti, quasi 200.000 in più rispetto a 30 anni prima. In quest'ambiente proliferava la malavita che iniziava ad assumere le caratteristiche di una mafia vera e propria. Grandi appalti resi possibili per l'assenza di un piano regolatore approvato e complicità con gli ambienti dell'amministrazione cittadina, vennero controllati dal clan di Benedetto Santapaola, detto Nitto. La rete mafiosa strangolava le iniziative sane promuovendo quelle lucrose e deviate. Tra i tanti che denunciarono la situazione spicca Giuseppe Fava, della rivista I Siciliani, martire della lotta antimafia che fu ucciso nel 1984.
Gli anni 1990 vedono un'economia commerciale in espansione e una contrazione di quella industriale. Nascono numerosi centri commerciali, sempre più grandi negli anni 2000, saturando il territorio e nel contempo impoverendo tutta la preesistente struttura cittadina e provinciale. L'economia catanese, entrata in fase di stagnazione, fatica a trovare occasioni di crescita in mancanza di investimenti e di innovazione, con le infrastrutture viarie, ferroviarie e portuali, rimaste quasi del tutto nelle condizioni precedenti.
Catania sembrò fermarsi e nonostante un tentativo di ripartenza ("la Primavera Catanese"), non fu più in grado di ricoprire un ruolo di riferimento né sul piano politico, né sul piano economico, né per quello istruttivo.

## XXI secolo
Dal 1993 i sindaci sono eletti direttamente dai cittadini; il primo di essi è Enzo Bianco al suo secondo mandato (1993-2000), uomo politico dal passato repubblicano che nel 1998 aderì all'associazione di sindaci di sinistra Centocittà e che fu anche Ministro dell'Interno dal 1999 al 2001; egli attuò una politica con la quale facilitò la concessione di licenze per l'apertura di ristoranti, caffè, pub e le strade di alcune aree del centro storico si popolarono di giovani provenienti anche dai centri limitrofi.
Negli anni a venire a Catania sono iniziate alcune fasi delle grandi ristrutturazioni architettoniche promosse dal più volte sindaco Bianco ma ha vissuto una grave crisi causata dal dissesto delle finanze comunali seguita alla gestione del sindaco, durato dal 2000 al 2008, Umberto Scapagnini di Forza Italia, avente un passato socialista. Il grave dissesto finanziario ha comportato per la città innumerevoli disservizi, con miliardi di debiti verso società bancarie e verso altri enti tra cui l'Enel con la pubblica illuminazione sospesa.
Dal 2008 al 2013 è stato sindaco Raffaele Stancanelli, che da posizioni conservatrici attraverso Il Popolo della Libertà, è confluito in Fratelli d'Italia - Alleanza Nazionale. Nel 2013 è stato rieletto per la terza volta Enzo Bianco, ormai confluito nel Partito Democratico, tramite La Margherita. Bianco nel 2018 si è candidato nuovamente ma è stato sconfitto da Salvo Pogliese, politico forzista a capo di una coalizione di centro-destra.